# Rödhället
Rödhället är en ö i Finland. Den ligger i Finska viken och i kommunerna Borgå och Lovisa i landskapet Nyland, i den södra delen av landet. Ön ligger omkring 55 kilometer öster om Helsingfors.
Öns area är 0,6 hektar och dess största längd är 120 meter i sydväst-nordöstlig riktning.